# Gueydan
Gueydan é uma cidade  localizada no estado americano de Luisiana, na Paróquia de Vermilion.

## Demografia
Segundo o censo americano de 2000, a sua população era de 1598 habitantes.
Em 2006, foi estimada uma população de 1629, um aumento de 31 (1.9%).

## Geografia
De acordo com o United States Census Bureau tem uma área de
2,2 km², dos quais 2,2 km² cobertos por terra e 0,0 km² cobertos por água. Gueydan localiza-se a aproximadamente 2 m acima do nível do mar.

## Localidades na vizinhança
O diagrama seguinte representa as localidades num raio de 24 km ao redor de Gueydan.